# The Border Raiders
The Border Raiders er en amerikansk stumfilm fra 1918 af Stuart Paton.

## Medvirkende
- Betty Compson som Rose Hardy
- George Larkin som John Smith
- Frank Deshon som Mack Sing
- Horace B. Carpenter som John Hardy
- Claire Du Brey som Cleo Dade